# Richard Sackler

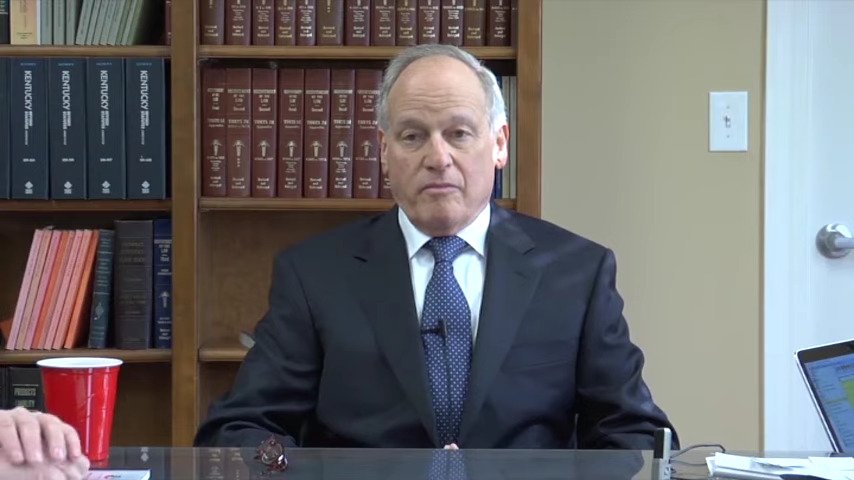
Richard Sackler

Richard Sackler (* 10. März 1945) ist ein US-amerikanischer Arzt und Geschäftsmann, der bekannt ist als ehemaliger Gesellschafter und Vorsitzender des insolventen Pharmakonzerns Purdue Pharma, eines der größten Hersteller von verschreibungspflichtigen Schmerzmitteln. Sackler gehört zur Familie, die Purdue Pharma gründete und für die Entwicklung und Vermarktung von OxyContin, einem starken opioidbasierten Schmerzmittel, bekannt ist.

## Leben
Richard Sackler ist der Sohn von Raymond Sackler. Er und andere Mitglieder seiner Familie gerieten in die Schlagzeilen, als Purdue Pharma wegen seiner Rolle bei der Förderung von OxyContin und der Rolle des Unternehmens im Zusammenhang mit der Opioidkrise in den Vereinigten Staaten kritisiert wurde. Purdue Pharma und einige Mitglieder der Sackler-Familie wurden von verschiedenen Parteien verklagt und es gab zahlreiche Kontroversen um ihre Beteiligung an der Opioidkrise.

## Rezeption
Netflix veröffentlichte 2023 unter dem Titel Painkiller eine Miniserie, in der Matthew Broderick die Rolle von Richard Sackler spielte. In einer weiteren Fernsehserie Dopesick (2021) wurde Sackler durch Michael Stuhlbarg verkörpert.